# Праздники Руанды
Руанда отмечает четырнадцать регулярных государственных праздников. 
Кроме того, неделя, следующая за Днём памяти жертв геноцида, 7 апреля, объявлена официальной неделей траура. Последняя суббота каждого месяца — умуганда, национальный день общественных работ, в течение которого большинство обычных служб закрыты до полудня.
На различные даты выпадают также мусульманский Уразам-байрам, католические Страстная Пятница и Пасха, объявляемые выходными специальным постановлением правительства.

## Официальные праздники
| Дата                   | Название                         | Описание                                                                                       |
| ---------------------- | -------------------------------- | ---------------------------------------------------------------------------------------------- |
| 1 января               | Новый год                        |                                                                                                |
| 1 февраля              | День героев Отечества            |                                                                                                |
| 7 апреля               | День памяти жертв геноцида тутси | В этот день в 1994 году в Руанде начался геноцид, который унёс жизни более полумиллиона тутси. |
| 1 мая                  | День труда                       |                                                                                                |
| 1 июля                 | День независимости               | В честь независимости от Бельгии в 1962 году.                                                  |
| 4 июля                 | День освобождения                | Знаменует окончание 100-дневного геноцида против тутси                                         |
| 15 августа             | Вознесение Девы Марии            |                                                                                                |
| Первая пятница августа | День благодарения                |                                                                                                |
| 25 сентября            | День республики                  |                                                                                                |
| 25 декабря             | Рождество                        |                                                                                                |
| 26 декабря             | День подарков                    |                                                                                                |